# 天主教梅利皮亞教區
天主教梅利皮亞教區（拉丁語：Dioecesis Melipillensis）是智利一個羅馬天主教教區，屬聖地牙哥總教區。
教區成立於1991年4月4日，包括梅利皮亞省、塔拉甘特省和聖安東尼奧省，以及奥伊金斯将军解放者大区的納維達。2004年有教友385,970人（佔教區總人口80.0%）、四六十八個堂區、三十一名司鐸。現任教區主教為康特雷拉斯·比利亞羅埃爾（Contreras Villarroel），他原為助理主教在前任主教恩里克·特朗科索·特朗科索於2014年3月7日退休時真除主教一職。